# Église du Saint-Sacrement-du-Vieux-Siège de Rio de Janeiro
 (janvier 2022).
L'église du Saint-Sacrement-du-Vieux-Siège (en portugais : Igreja do Santíssimo Sacramento da Antiga Sé) est une église catholique d'importance historique et artistique dans la ville de Rio de Janeiro, au Brésil. Elle a été répertoriée par l'Institut du patrimoine artistique brésilien en 1938 avec l'ensemble de ses œuvres.

## Histoire
Son origine remonte au XVIe siècle, lorsque l'Irmandade do Santíssimo Sacramento a été fondée à côté de la première église mère de la ville, puis à Morro do Castelo, qui a été élevée au statut de cathédrale en 1680. La confrérie a accompagné la cathédrale dans ses changements successifs aux églises de São José, Santa Cruz dos Militares et Nossa Senhora do Rosário. Cependant, lorsque la cathédrale a déménagé dans l'église du Mont-Carmel en 1808, la confrérie est restée dans l'Igreja do Rosário .
Ainsi, on considéra qu'il était temps pour la confrérie d'avoir son propre temple, et en 1816 l'architecte portugais João da Silva Muniz fut chargé du projet. Le chœur était prêt après quatre ans, pouvant recevoir le culte. En 1826, la paroisse de Santíssimo Sacramento est créée et l'église, encore incomplète, assume le rôle d'église mère. Les travaux se sont poursuivis jusqu'en 1859, lorsqu'une procession solennelle a transféré les anciennes images de la cathédrale de Morro do Castelo, déposées dans l'église de Carmo, à sa nouvelle maison. Quatre d'entre elles ornent encore les retables .

## Description
Bien que construite à l'époque du néoclassicisme, elle conserve de forts traits baroques et rococo, une tradition très enracinée au Brésil que le néoclassicisme a mis du temps à supplanter. La façade est monumentale, avec un corps centralisé et deux tours latérales séparées par des pilastres. Le frontispice encadre un grand portail en plein cintre couronné de deux volutes tronquées. Sur les côtés, deux grandes niches avec des statues, et à la base des tours, deux portes. A l'étage supérieur, cinq fenêtres s'ouvrent surmontées du fronton triangulaire classique typique. Une large corniche sépare le deuxième étage du fronton supérieur, en forme d'édicule classique, avec statues et flèches. Les clochers sont coiffés de hautes flèches pyramidales, un ajout de 1871 conçu par Francisco Joaquim da Silva Bittencourt ,.
Son intérieur est encore en excellent état et présente une grande harmonie d'ensemble. Son style rappelle les églises de la seconde moitié du XVIIIe siècle, avec de riches sculptures rococo ornant les retables et autres éléments structurels, œuvre d'Antônio de Pádua e Castro, qui signe également les images du retable principal. Mais révélateur de l'influence néoclassique est le style des colonnes, d'ordre corinthien. Le retable principal est assez original dans le contexte brésilien, avec un grand baldaquin fortement projeté vers l'avant, soutenu par des colonnes. Un groupe sculptural de la Cène y trône, flanqué de figures allégoriques et bibliques. Les fonts baptismaux du baptistère sont les plus anciens de Rio de Janeiro ,.